# خوسيه ألاركون هرنانديز
خوسيه ألاركون هرنانديز هو سياسي مكسيكي، ولد في 10 مارس 1945 في Ciudad Serdán ‏ في المكسيك. نشط حزبياً في الحزب الثوري المؤسساتي. وقد انتخب عضو مجلس النواب المكسيك ‏.